# Череняни
Череняни (словац. Čereňany) — село, громада округу Пр'євідза, Тренчинський край. Кадастрова площа громади — 18.99 км².
Населення 1751 особа (станом на 31 грудня 2020 року).

## Історія
Череняни згадуються 1329 року.

## Населення
| Рік:            | 1994. | 2004.   | 2014.   | 2024.   |
| --------------- | ----- | ------- | ------- | ------- |
| Кількість осіб: | 1697  | 1730    | 1692    | 1742    |
| Різниця:        |       | +1,94 % | -2,19 % | +2,95 % |

| Рік:            | 2023. | 2024.   |
| --------------- | ----- | ------- |
| Кількість осіб: | 1730  | 1742    |
| Різниця:        |       | +0,69 % |